# تشاه مشاع دو (غناباد)
تشاه مشاع دو (بالإنجليزية: Chah-e Masha Shomareh Do Markuhak Abdi)‏ هي مستوطنة تقع في منطقة مركزية ريفية في إيران. يقدر عدد سكانها بـ 6 نسمة .